# Multiconnect
Die Multiconnect GmbH („Multiconnect“) ist ein Telekommunikationsnetzbetreiber und -diensteanbieter aus Deutschland mit Sitz in München. Sie ist Verbindungsnetzbetreiber mit nationaler und internationaler Ausrichtung und bietet im Telekommunikationsmarkt sowohl SaaS und Mehrwertdienste als auch Call-by-Call an. Dabei setzt das Unternehmen auf selbstentwickelte Software und auf Partnerschaften mit Technologiefirmen wie Zendesk, Vonage und 3CX.

## Geschichte
Die Wurzeln der Multiconnect reichen zurück bis zur Liberalisierung des Telekommunikationsmarkts in Deutschland. Ihre Geschichte beginnt im Mai 1999 mit Gründung der extr@com AG in München. Bereits Mitte 2000 verfügte sie über eine eigene Festnetzinfrastruktur und eine Zusammenschaltung mit der Deutschen Telekom. Als Verbindungsnetzbetreiber der ersten Stunde konzentrierte sich die extr@com auf Mehrwertdienste, Preselection und Call-by-Call (Marke „prompt“). Ende 2003 meldete sie Insolvenz an. Der Callcenter-Betreiber SNT Deutschland AG kaufte im Rahmen eines Asset Deals Vermögensteile der extr@com auf und gründete zur Fortführung des Geschäftsbetriebs 2004 die Tochtergesellschaft SNT Multiconnect GmbH & Co. KG („SNT Multiconnect“).
Im Juni 2010 wurde die Multiconnect als Tochter des Mobilfunknetzbetreibers E-Plus mit Sitz in Düsseldorf gegründet. Sie übernahm die SNT Multiconnect im Wege der Gesamtrechtsnachfolge, Gründungsgeschäftsführer war unter anderem Thorsten Dirks, der Geschäftsbetrieb in München wurde weiter fortgeführt. Auf diese Weise wurde die Multiconnect zum Festnetzbetreiber der E-Plus und erbrachte für sie bis 2017 Telekommunikationsdienste; insbesondere betrieb die Multiconnect seit September 2011 die Festnetz-Rufnummern des E-Plus-Produkts Festnetz fürs Handy, die virtuelle Festnetzrufnummer der E-Plus Mobilfunkverträge mit bundesweiter Homezone.
2013 verlegte die Multiconnect ihren Sitz von Düsseldorf nach München. Nachdem sie etwa ein Jahr lang in der Hand des geschäftsführenden Alleingesellschafters Frank-Michael Hinz war, wurde sie im Mai 2015 von der österreichischen Firma spusu Beteiligungs GmbH erworben, deren Alleingesellschafter der Unternehmer Franz Pichler ist – zugleich auch Inhaber der Firma Mass Response Service GmbH, beides ITK-Unternehmen, die in Österreich sowohl Festnetz- als auch Mobilfunkdienste (Marke „spusu“) für die Öffentlichkeit erbringen.

## Geschäftsfelder

### Festnetz

#### Verbindungsnetzbetreiber
- Für Geschäftskunden erbringt das Unternehmen auf ihrer eigenen Plattform Cloud-Computing-Dienste in Form von Software as a Service (SaaS) unter Einschluss klassischer Telekommunikationsdienstleistungen zum Kundendialog wie
  - Call-Tracking,[10]
  - ACD-Lösungen,
  - 3CX Cloud Telefonanlagen,[11]
  - IVR-Lösungen und
  - Mehrwertdienste, insbesondere für 0800-, 0180-, 0900-, 0137- und Auskunftsdienste-Rufnummern.[12]

- Für alle Telekommunikationsnutzer erbringt sie auch
  - Call-by-Call-Leistungen unter der Netzkennzahl 01055 (Marke „prompt“[13]).

#### Teilnehmernetzbetreiber
Obwohl die Multiconnect über keine eigenen Zugangsnetze bundesweit verfügt, schaltet sie virtuelle Festnetzrufnummern in allen 5.200 deutschen Ortsnetzen, und übernimmt hierdurch auch Funktionalitäten eines Teilnehmernetzbetreibers. Die Rufnummern werden entweder für Geschäftskunden insbesondere für Call-Tracking beziehungsweise als lokale Servicenummer genutzt oder für Kunden anderer Telekommunikationsdiensteanbieter – zum Beispiel für den Betrieb des E-Plus-Festnetzes (siehe Abschnitt Geschichte).

### Mobilfunk
In Deutschland plant die Multiconnect die Aufnahme des Geschäftsbetriebs als MVNO mit Einsatz eigener Netzinfrastruktur.

## Technik
Die Multiconnect verfügt über eine eigene Technikplattform, sowie eine bundesweite, massenlastfähige und redundante Telekommunikationsinfrastruktur. Sie ist mit verschiedenen Telekommunikationsnetzen zusammengeschaltet, unter anderem mit dem Festnetz der Deutschen Telekom. Darüber hinaus nutzt sie auch ein combined core network: Das ist ein System auf IP-Basis, das alle wesentlichen Core-Komponenten eines NGN-Festnetzes und eines NGN-Mobilfunknetzes in einem System vereint und somit sowohl ein Festnetz-Verbindungsnetz als auch ein Mobilfunk-Kernnetz enthält.
Sie verfügt über ein NGN-Festnetz, in dem die Portierungskennung D003 eingerichtet ist, sowie über ein Mobilfunknetz (D370). Das PSTN-Netz (D097) befindet sich im Abbau.

## Institutionen
Die Multiconnect ist seit 1999 stimmberechtigtes Mitglied im AKNN und wirkt dort aktiv mit. Seit 2019 ist sie Mitglied im VATM.

## Kennzeichen

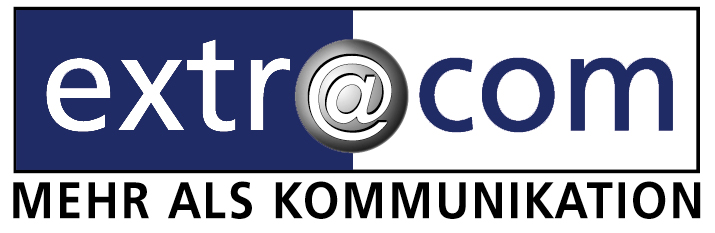
extr@com AG (2000–2004)
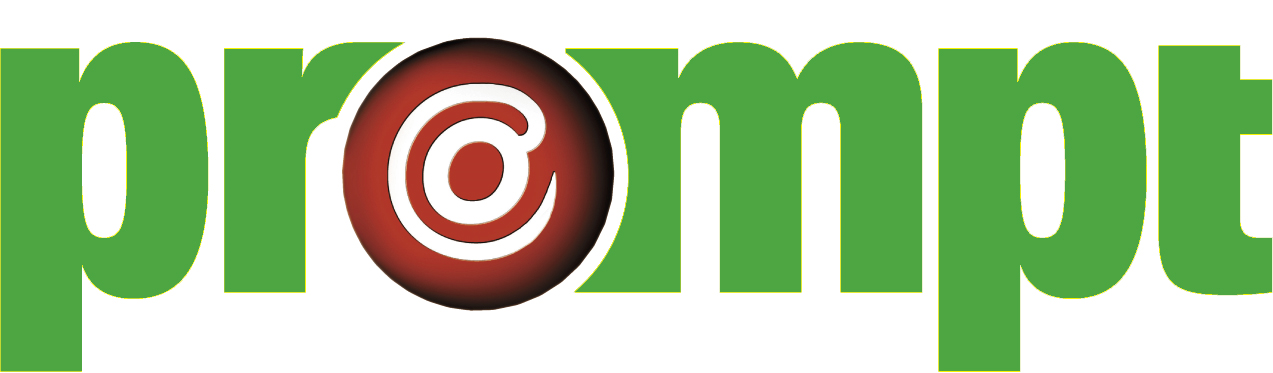
prompt GmbH & Co. KG (2000–2005)
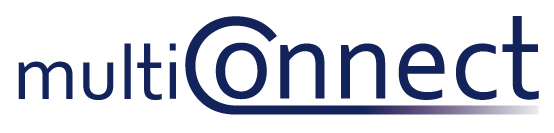
Multiconnect GmbH (2010–2014)
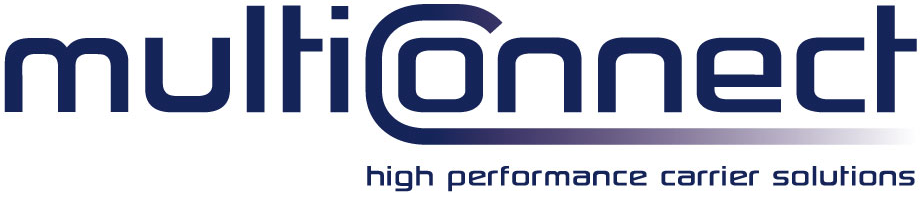
Multiconnect GmbH (2014–2015)
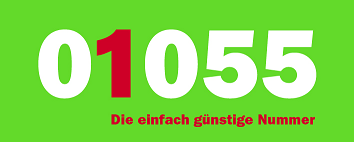
"01055" prompt

## Einzelbelege
1. ↑  extr@com: Kurzprofil der Firma extr@com AG bei Vorstellung in der 40. AKNN-Sitzung am 8. September 1999; URL: https://www.aknn.de/interner-bereich/aknn/sitzungen/1999/?no_cache=1&did=2528&file=Kurzprofil_der_Firma_EXTR_-_korrigiert.pdf (7 KB), abgerufen am 30. Januar 2018
2. ↑  Frankfurter Allgemeine Zeitung: Kurzporträt Extracom AG; Artikel vom 7. März 2002; URL: http://www.faz.net/aktuell/wirtschaft/telekommunikation-kurzportraet-extracom-ag-147971.html, abgerufen am 30. Januar 2018. Die Marke "prompt" wurde durch die Tochterfirma Prompt GmbH & Co. KG vermarktet.
3. ↑  teltarif.de: Extracom hat Insolvenz angemeldet; Artikel vom 12. Dezember 2003; URL: https://www.teltarif.de/arch/2003/kw50/s12316.html, abgerufen am 30. Januar 2018
4. ↑  AKNN: Protokoll der 90. Sitzung des AKNN am 12.10.2004, S. 1; URL: https://www.aknn.de/interner-bereich/aknn/sitzungen/2004/?no_cache=1&did=2792&file=AKNN_04-90_1_Protokoll.pdf (161 KB), abgerufen am 30. Januar 2018
5. ↑  Online-Handelsregister.de: Multiconnect - Neueintragung im Handelsregister vom<tcxspan tcxhref="23062010" title="Call <tcxspan tcxhref="23062010" title="Call <tcxspan tcxhref="23062010" title="Call  23.06.2010; via 3CX"> 23.06.2010;</tcxspan> via 3CX"><tcxspan tcxhref="23062010" title="Call  23.06.2010; via 3CX"> 23.06.2010;</tcxspan></tcxspan> via 3CX"><tcxspan tcxhref="23062010" title="Call <tcxspan tcxhref="23062010" title="Call  23.06.2010; via 3CX"> 23.06.2010;</tcxspan> via 3CX"><tcxspan tcxhref="23062010" title="Call  23.06.2010; via 3CX"> 23.06.2010;</tcxspan></tcxspan></tcxspan> URL: https://www.online-handelsregister.de/handelsregisterauszug/nw/D%C3%BCsseldorf/M/Multiconnect+GmbH/1677528, abgerufen am 30. Januar 2018
6. ↑  Online-Handelsregister.de: Multiconnect - Neueintragung im Handelsregister vom<tcxspan tcxhref="23062010" title="Call <tcxspan tcxhref="23062010" title="Call <tcxspan tcxhref="23062010" title="Call  23.06.2010; via 3CX"> 23.06.2010;</tcxspan> via 3CX"><tcxspan tcxhref="23062010" title="Call  23.06.2010; via 3CX"> 23.06.2010;</tcxspan></tcxspan> via 3CX"><tcxspan tcxhref="23062010" title="Call <tcxspan tcxhref="23062010" title="Call  23.06.2010; via 3CX"> 23.06.2010;</tcxspan> via 3CX"><tcxspan tcxhref="23062010" title="Call  23.06.2010; via 3CX"> 23.06.2010;</tcxspan></tcxspan></tcxspan> URL: https://www.online-handelsregister.de/handelsregisterauszug/nw/D%C3%BCsseldorf/M/Multiconnect+GmbH/1677528, abgerufen am 30. Januar 2018
7. ↑  teltarif.de: E-Plus: Weitere Details zur neuen Festnetznummer; Artikel vom 29. August 2011; URL: https://www.teltarif.de/e-plus-festnetznummer-wunschrufnummer-fax-metro-mobil-multiconnect/news/43799.html, abgerufen am 30. Januar 2018
8. ↑  Handelsregister.de: Veröffentlichung des AG München bezüglich Multiconnect: Veränderungen 26. Februar 2013; URL: https://www.handelsregister.de/rp_web/direct-download.do;jsessionid=D14273A210CD2738098E875CCB67E4E4-n1.tc029n02?id=1, abgerufen am 30. Januar 2018.
9. ↑  Firmen ABC; URL: https://www.firmenabc.at/spusu-beteiligungs-gmbh_KAIB, abgerufen am 20. Januar 2020.
10. ↑  Über unser Call Tracking System - Cloud Call Tracking von Multiconnect. Abgerufen am 24. August 2020.
11. ↑  Laura Langer: Multiconnect und 3CX bauen Partnerschaft aus. In: IT-Management.today. 29. April 2020, abgerufen am 24. August 2020.
12. ↑  Multiconnect: Homepage; URL: www.multiconnect.de, abgerufen am 30. Januar 2018
13. ↑  Multiconnect: 01055 - Impressum; Internetauftritt, http://01055.com/index.php?view=about, abgerufen am 30. Januar 2018
14. ↑  Multiconnect: Mit einer regionalen Ortsnummer sind Sie immer ganz nah am Kunden; Internetauftritt, URL: http://multiconnect.de/rufnummern/geographische-rufnummer/, abgerufen am 30. Januar 2018
15. ↑  Multiconnect: Mit einer regionalen Ortsnummer sind Sie immer ganz nah am Kunden; Internetauftritt, URL: http://multiconnect.de/rufnummern/geographische-rufnummer/, abgerufen am 30. Januar 2018
16. ↑  Bundesnetzagentur: Verzeichnis der Portierungskennungen; URL: https://www.bundesnetzagentur.de/DE/Sachgebiete/Telekommunikation/Unternehmen_Institutionen/Nummerierung/TechnischeNummern/Portierungskennungen/VerzeichnisPortKenn_Basepage.html, abgerufen am 30. Januar 2018
17. ↑  AKNN: Protokoll der 40. Sitzung des AKNN am 08.09.1999, S. 1; URL: https://www.aknn.de/interner-bereich/aknn/sitzungen/1999/?no_cache=1&did=2533&file=40.AKNN-Protokol-Verabschiedet.pdf (25 KB), abgerufen am 30. Januar 2018 ||| AKNN: Protokoll der 90. Sitzung des AKNN am 12.10.2004, S. 1; URL: https://www.aknn.de/interner-bereich/aknn/sitzungen/2004/?no_cache=1&did=2792&file=AKNN_04-90_1_Protokoll.pdf (161 KB), abgerufen am 30. Januar 2018
18. ↑  VATM: Mitglieder, URL: https://www.vatm.de/mitglieder/, abgerufen am 21. September 2020

Koordinaten: 48° 8′ 56,3″ N, 11° 31′ 14,8″ O